# Amtsgericht Gladbeck
Gladbeck ist Sitz des Amtsgerichts Gladbeck, das für die Stadt Gladbeck im südwestlichen Zipfel des Kreises Recklinghausen zuständig ist. In dem 36 km² großen Gerichtsbezirk leben rund 76.000 Menschen.
Beim Amtsgericht Gladbeck sind zehn Richterstellen eingerichtet.

## Übergeordnete Gerichte
Das dem Amtsgericht Gladbeck übergeordnete Landgericht ist das Landgericht Essen, das wiederum dem Oberlandesgericht Hamm untersteht.

## Geschichte
Das Amtsgericht Gladbeck wurde aufgrund eines preußischen Gesetzes vom 28. Mai 1912 zum 1. Februar 1913 errichtet und übernahm damals knapp 47.700 Gerichtseingesessene vom Amtsgericht Buer, das für das 1885 aus dem Amt Buer ausgeschiedene Amt Gladbeck bis dahin zuständig gewesen war.